# République khmère
1970–1975
Entités précédentes :
- Royaume du Cambodge

Entités suivantes :
- Kampuchéa démocratique

La République khmère a existé de 1970 à 1975. Elle se situe dans l'histoire du Cambodge entre le royaume qui succéda au protectorat français et le Kampuchéa démocratique du régime des Khmers rouges. Officiellement déclarée le 9 octobre 1970, après la déposition du prince Norodom Sihanouk, le 18 mars 1970, la République khmère était administrée par un gouvernement pro-américain dirigé par le général Lon Nol.

## Histoire de la République khmère

### Contexte
Le changement de régime, régulièrement appelé coup d'État avait été motivé par la tolérance de Norodom Sihanouk vis-à-vis de l'activité nord-vietnamienne aux frontières du Cambodge. Les communistes vietnamiens, lourdement armés, avaient pris de facto le contrôle de vastes zones de l'est du Cambodge. Par ailleurs l'économie cambodgienne donnait des signes d’essoufflement, victime de la politique de neutralité dans le conflit américain au Vietnam.
Avec l'éviction de Sihanouk, le Royaume du Cambodge est devenu une république, bien que le trône ait été officiellement vacant depuis la mort du roi Norodom Suramarit en 1960. Le nouveau régime mis en place était de droite, nationaliste et pro-américain. À ce titre ce gouvernement stoppa toute coopération clandestine avec le régime nord-vietnamien et le Việt Cộng, et apporta au contraire son soutien à Saïgon dans le cadre de la guerre du Viêt Nam. La République khmère entra alors en conflit, à l'intérieur même de ses frontières, contre le Front uni national du Kampuchéa (FUNK), une alliance assez large entre les partisans de Sihanouk et le Parti communiste du Kampuchéa. L'insurrection elle-même a été menée par le CPNLAF, les « Forces armées de libération nationale du peuple cambodgien ». Elle était à la fois soutenue par l'Armée populaire vietnamienne (PAVN) et le Front national de libération du Sud Viêt Nam (FNL, ou Việt Cộng), qui occupaient déjà une partie de Cambodge dans le cadre de sa guerre contre les Sud-Vietnamiens.

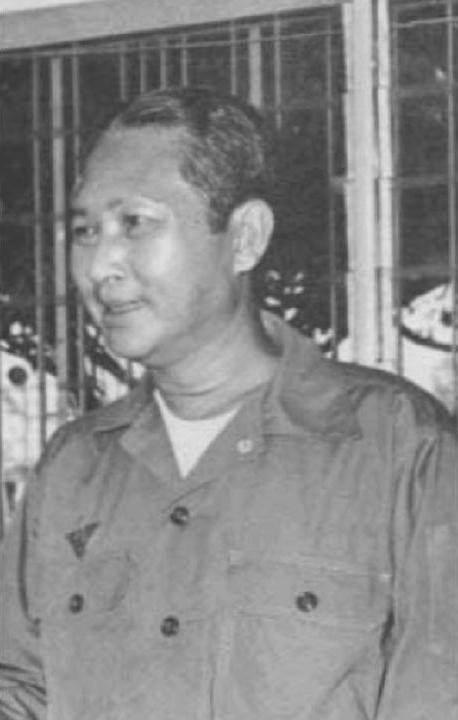
Lon Nol, alors premier ministre.

Les parlementaires cambodgiens qui ont fondé la République khmère, ont été tout d'abord massivement soutenus, financièrement et militairement, par les États-Unis, mais échouèrent à mener leur armée (la « Force armée nationale khmère », ou FANK) à la victoire face au CPNLAF et aux forces vietnamiennes du PAVN et du FNL du fait de la fin de l'aide américaine à la suite de la démission du président Nixon. La République est finalement tombée le 17 avril 1975, quand les troupes communistes cambodgiennes khmères rouges ont pris Phnom Penh.

### 1970: déposition de Sihanouk
Sihanouk a lui-même affirmé que ce qu’il qualifiait de coup d'État était le résultat d'une alliance entre son ennemi de longue date, Son Ngoc Thanh, nationaliste d'extrême droite exilé, le prince Sisowath Sirik Matak (présenté par le monarque déchu comme un autre prétendant mécontent au trône cambodgien) et la CIA, qui souhaitait installer un régime plus explicitement « ami » des États-Unis d'Amérique dans la région. Il faut cependant noter que l'implication de la centrale américaine n'est pas établie, bien qu'il semble que des sections de l'establishment militaire des États-Unis - notamment les forces spéciales de l'armée américaine - auraient eu une certaine implication, au moins en offrant un accompagnement et une formation aux conspirateurs.
Le 8 mars 1970, alors que Sihanouk était en France, officiellement pour raison de santé, des manifestations eurent lieu à l’est du pays, dans la région de Svay Rieng, contre la présence des troupes vietnamiennes. Les protestataires affirmaient être victimes de réquisitions de personnels et de charriots pour transporter du matériel de guerre et d’être entravés dans leurs libertés de circulation par des mesures administratives vexatoires.
La manifestation était suivie d’une seconde plus importante, le 11 mars à Phnom Penh, mais cette dernière dégénéra en émeutes anti-vietnamienne, au cours desquelles les ambassades nord-vietnamienne et du FNL furent saccagées. Il semble probable que cette émeute ait été au moins tolérée, et éventuellement activement organisée par Lon Nol, alors Premier ministre, ainsi que par son adjoint le prince Sisowath Sirik Matak. Le lendemain, le Premier ministre a fait fermer le port de Sihanoukville - alors utilisé pour introduire clandestinement des armes destinés au FNL - et lance un ultimatum au Việt Cộng : toutes les forces vietnamiennes présentes au Cambodge étaient sommées de se retirer dans les 72 heures (c'est-à-dire le 15 mars au plus tard) ou devraient faire face à une action militaire. Malgré ces actions, en contradiction explicite avec la politique de tolérance partielle de l'activité nord-vietnamienne pratiquée par Sihanouk, il apparaît que Lon Nol eut une grande réticence à destituer le chef de l'État : il a d'abord probablement simplement voulu appliquer plus de pression sur les Nord-Vietnamiens.
Le 16 mars, une réunion de conciliation était organisée à Phnom Penh entre les représentants communistes vietnamiens et ceux du gouvernement. Elle se termina sur un constat d’échec, les uns voulant axer les conversations sur le dédommagement des dégâts causés aux ambassades, les autres désirant définir les modalités de retrait des troupes du Việt Cộng du sol cambodgien ; aucune des deux parties ne montrait alors le moindre empressement à accéder à la demande de son interlocuteur.
Le même jour, l'assemblée se réunit pour interroger Oum Manorine, le beau-frère du roi, secrétaire d'Etat à la Défense et le chef de la police Sosthène Fernandez, secrétaire d’État à l’intérieur, chargé de la sécurité nationale, sur des accusations de contrebande de textiles en provenance de Hong Kong. Une attaque contre une personne aussi proche du prince était une première. Devant l’assemblée, des centaines d’étudiants brandissant des slogans antivietnamiens et protégés par des éléments para militaires en civil disséminés par Lon Nol dans la foule, bloquaient l’accès du bâtiment à la police de Manorine. Douc Rasy, Sim Var et d’autres députés connus pour leur opposition au chef de l’État suggérèrent de reporter les discussions sur les problèmes de contrebande et de traiter les sujets évoqués par les manifestants. Quatre propositions furent déposées. Trois concernaient les manifestations antivietnamiennes alors que la dernière, manuscrite et anonyme, accusait « certaines hautes personnalités khmères qui n’ont pensé qu’à leurs intérêts personnels et familial, d’avoir soutenu l’ennemi de la nation en l’autorisant à amener fournitures, armes et médicaments et ont coopéré avec les chefs de cet ennemi ».
Dans le débat qui suivit, Douc Rasy demandait un renforcement de l’armée afin de lutter contre l’expansion vietnamienne, brandissant la menace, si ses conseils n’étaient pas suivis, d’une annexion pure et simple du Cambodge par son voisin oriental. Il partit ensuite dans une diatribe de défense de la nation khmère, ajoutant « nous voulons vivre honorablement, pas comme des animaux qui ne peuvent rien faire sauf prier de ne pas rencontrer les chasseurs. Nous voulons vivre dans l’honneur. Sinon il est préférable de mourir ! », ce qui déclencha un tonnerre d’applaudissements. Alors que Sihanouk semblait vouloir utiliser les manifestations pour convaincre la Chine et l’Union soviétique de faire pression sur leur allié vietnamien afin qu’il limite ses implantations au Cambodge, Douc Rasy et ses partisans, quant à eux voulait s’en servir contre leur monarque à qui ils attribuaient la responsabilité de l’installation des bases du Việt Cộng.
Toutefois, les vues de Douc Rasy étaient loin de faire l’unanimité et beaucoup continuait à considérer Sihanouk comme incontournable et espéraient toujours le voir revenir rapidement. La route menant de l’aéroport au Palais royal avait été refaite et se préparait à être pavoisée. Le parlement, de son côté, avait décidé d’envoyer Yem Sambaur et Norodom Kanthoul à Moscou pour mettre le monarque au courant de la situation et lui demander de hâter son retour, mais il fit savoir qu’il refuserait de les recevoir. Il resta plus longtemps que prévu à Moscou et retarda son retour d’une semaine. Plus tard il justifiera ces atermoiements par des craintes pour sa sécurité, défiance qui fut légitimée par un message qu’il reçut de la reine Kossamak. Toujours est-il que ces retards allaient lui coûter son poste de chef de l’État.
À Phnom Penh, Oum Manorine avait tenté de faire incarcérer Lon Nol, mais sa tentative avait échoué et c’est lui qui fut arrêté. Le jour suivant, il fut démis de ses fonctions par l’assemblée et remplacé à la tête de la police par Sirik Matak. Lon Nol conservait la direction de l’armée. Dans la nuit qui précéda le 18 mars, il décidait de soutenir la déposition du chef de l’État. Quel qu’ait pu être le déroulement des événements, cette approbation rangeait les militaires du côté des conjurés. À l’aube, des troupes furent déployées aux points stratégiques de la capitale alors que les aéroports de Phnom Penh et Siem Reap furent fermés.
Quand l’assemblée se réunit au petit matin, elle commença par un vote de défiance à l’encontre de Sosthène Fernandez qui démissionna sur le champ. Le scrutin se solda par 25 voix pour la motion, 6 contre et 36 abstentions. David Porter Chandler estime que le retour de l’intéressé moins de deux mois plus tard à un poste de responsabilité supérieure accréditerait la thèse que ce vote de défiance avait en fait pour but de sonder les intentions des parlementaires quant aux décisions qu’il fallait prendre par la suite.
Les débats se poursuivirent sur l’article 15 de la constitution qui permettait de déclarer la patrie en danger et de suspendre certaines libertés civiques ; plusieurs interlocuteurs demandaient de l’appliquer et la résolution fut adoptée à l’unanimité. À 11 heures du matin, les députés furent invités à discuter du « cas de Norodom Sihanouk ». Plusieurs orateurs se succédèrent à la barre pour accuser le prince, sa femme et leur entourage de trahison, corruption et de mener un train de vie dispendieux aux frais de l’État. Le festival du film de Phnom Penh de 1969, destiné à promouvoir l’œuvre cinématographique du monarque, et les casinos, ouverts pour renflouer les caisses de l’État, furent présentés comme des insultes faites au peuple, tout comme les accusations de Sihanouk envers certains politiciens coupables selon lui de « vendre le Cambodge à une puissance étrangère ». Un participant reprochait au prince de « traiter les membres de l’assemblée, représentants élus du peuple, comme des animaux ». Pendant près de deux heures, les différents orateurs accusèrent nommément Sihanouk et ses proches de tous les maux de la terre. Comme le nota Philippe Meyer, « un vent de rancœur, très longtemps contenue, se levait ».
À 13 heures, une défiance était votée à l’encontre de celui que certains des députés avaient nommé chef de l’État à vie une dizaine d’années au préalable. Le scrutin se serait conclu par 89 voix contre le prince et 3 voix pour, mais le résultat sera modifié et sera plus tard présenté comme une décision unanime. Cheng Heng, tout en conservant la présidence de l'assemblée nationale était nommé chef de l’État par intérim jusqu’à la tenue de nouvelles élections.
La chute de Sihanouk fut annoncée à la radio dans l’après-midi, suivie par une allocution de Lon Nol qui affirmait soutenir le cours des événements. La sobriété du procédé contrastait avec les méthodes pleines d’emphase et de grandiloquence employées depuis une quinzaine d’années par le prince nouvellement déchu. Des véhicules armés patrouillèrent dans Phnom Penh jusqu’à la tombée de la nuit et les débats de l’assemblée ne furent retransmis que le soir. La population resta calme. L’ambassade américaine attribuait ce manque de réaction au « bouddhisme, à la lassitude et à la déception qu’avait engendrées Sihanouk » alors que d’autres témoins l’imputaient plutôt à l’incrédulité et à la peur du lendemain.
Le 23 mars, depuis Pékin où il avait trouvé refuge, Norodom Sihanouk lançait un appel aux armes et invitait tous les Cambodgiens à rejoindre le Front uni national du Kampuchéa qu’il allait créer prochainement ; outre ses partisans, ce front devait aussi comporter ses ennemis khmers rouges de la veille.
Les déclarations du prince n’eurent que peu d'impact à Phnom Penh où le nouveau gouvernement était trop occupé à relâcher tous les prisonniers politiques – même ceux proches du parti communiste du Kampuchéa qui allaient rapidement grossir les maquis – à rouvrir les aéroports et à enlever les portraits du monarque de tous les édifices publics. La presse locale poursuivait ses attaques contre le prince déchu et ses proches. Des photos de femmes nues surmontées de la tête de la princesse Monique accompagnaient des articles douteux, accusant la famille de l’ancien monarque de s’être enrichie en vendant la terre cambodgienne aux Vietnamiens. Après des années de soumission et de répression, la presse se déchaînait. Les élites éduquées pouvaient enfin exprimer leurs opinions politiques. Les épisodes de l’histoire récente du Cambodge qui ne concernaient pas directement Sihanouk, tels la révolte des ombrelles de 1942, les Khmers issarak ou le parti démocrate étaient désormais traités dans des livres et des articles. Des milliers d’étudiants se pressaient pour s’engager dans les forces armées, afin de « chasser les Vietnamiens ». Au même moment, des milliers d’autres personnes rejoignaient les maquis à l’appel de « Monseigneur Papa » afin de chasser les Américains. La principale conséquence de tous ces événements fut de disséminer les forces vietnamiennes en dehors des zones que leur avaient plus ou moins imposées leurs accords avec Sihanouk et de faire basculer le Cambodge dans la guerre du Viêt Nam.
À Kampong Cham, des étudiants s’étaient joints aux villageois et aux ouvriers des plantations pour manifester contre Lon Nol, mettant à sac la maison du gouverneur, brûlant des reçus fiscaux et raccrochant des portraits du prince dans la ville. Dans la nuit du 26 mars, des milliers de Cambodgiens détournèrent des bus – parfois avec leurs passagers – et des camions des plantations, pour se rendre à Phnom Penh, manifester leur soutien au prince. Ils furent arrêtés aux abords de la capitale par des miliciens qui ouvrirent le feu. On dénombra plus d’une centaine de victimes, alors que d’autres se réfugièrent dans les villages environnants où ils furent pourchassés et capturés dans les jours qui suivirent. D’autres manifestations à Kampot et Takeo furent elles aussi durement réprimées. Deux parlementaires se rendirent à Prey Veng pour y discuter avec la population de la déposition du prince, mais devant les menaces qui pesaient sur leurs vies, ils durent précipitamment rebrousser chemin. À Kampong Cham, les nouvelles des attaques des bus avaient échauffé les esprits. Le 26, Lon Nil, un des frères de Lon Nol qui possédait une plantation d’hévéa dans la région, fut attaqué, mis en pièces avant que son foie ne soit dévoré par les assaillants,. Le 27, ils incendièrent le tribunal provincial et battirent à mort deux députés[Qui ?] qui étaient venus négocier avec eux. Deux jours plus tard, l’armée de Phnom Penh reprenait le contrôle de la ville ; In Tam, un ancien gouverneur de la province était promu au grade de colonel avec la mission de rétablir l’ordre. À ce moment, beaucoup de jeunes Cambodgiens décidèrent de rejoindre les maquis. L’un d’entre eux révéla en 1980 à David Porter Chandler que le fait qu’on lui ait tiré dessus avait motivé sa décision de partir dans la forêt afin de « construire un nouveau pays ».
La violence de ces débordements mit le nouveau gouvernement dans l’embarras et aurait retardé la déclaration de la République, alors que plus aucune manifestation en faveur de Sihanouk ne sera conduite jusqu’à la fin de la guerre. Elles avaient toutefois montré que dans plusieurs parties du pays, les habitants n’avaient pas accepté la déposition du prince et s’étaient montrés réceptifs à son appel aux armes. Au début d’avril, Lon Nol décidait de retirer 6 000 hommes de troupes du nord-est où ils avaient été engagés depuis 1968, laissant la région aux mains des communistes qui y resteront jusqu’à la fin de la guerre.
N’ayant pas encore perdu tout espoir – ou désirant montrer leur bonne volonté tout en sachant que leur demande serait rejetée – le gouvernement de Phnom Penh invitait le 25 mars les représentants du Việt Cộng et de la république démocratique du Vietnam à de nouvelles discussions concernant l’évacuation de leurs troupes du sol cambodgien. Mais, le jour même, il fut informé par l’ambassade de Pologne qu’une demande lui avait été faite pour évacuer le personnel diplomatique vietnamien sur Hanoï ; les deux ambassades fermèrent définitivement deux jours plus tard.
À Phnom Penh, peu de personnes semblaient se soucier de tous ces événements. T. D. Allman décrivait la capitale comme étant in a psychedelic trip : the intoxicant is a potent mix of nationalism and dreams of economic gain (« dans un trip psychédélique : le stupéfiant est un puissant mélange de nationalisme et de rêve de croissance économique »). Plusieurs milliers de jeunes gens quittèrent les écoles pour manifester leur haine de Sihanouk et du Việt Cộng. Ils étaient habillés en kaki, disposaient d’un armement hétéroclite, suivaient des formations militaires sommaires et espéraient pouvoir chasser les Vietnamiens par leurs seules détermination et vertu. Entre avril et juin, des milliers d’entre eux seront tués dans des combats proches de la capitale où, face à des adversaires aguerris par 25 ans de combats, ils offraient des cibles faciles. Alors que ces volontaires étaient tués et blessés, le ressentiment anti-vietnamien enflait dans la capitale. En mai 1970, des unités de l’armée et de la police patrouillaient et tuèrent des milliers de civils vietnamiens à Phnom Penh et dans sa banlieue. Des témoignages circulaient concernant des femmes et des enfants exécutés à bout portant par des soldats, des prisonniers blessés qu’on laissait se vider de leur sang, des chapelets de corps flottant sur le Mékong ou des civils envoyés devant les lignes ennemis avec un drapeau blanc et des tracts de propagande ; tous ces abus furent largement reportés par la presse internationale. Alors que Lon Nol concluait un accord avec Saïgon pour permettre l’acheminement d’environ 500 000 Vietnamiens dans leur pays d’origine, ces exactions allaient exciter la brutalité des troupes sud-vietnamiennes que le gouvernement de Phnom Penh allaient devoir appeler à la rescousse en 1970 et 1971 et altérèrent le capital sympathie dont le nouveau régime pouvait disposer dans certains pays. Au mieux, cela démontrait que Lon Nol était incapable de gérer ses troupes, au pire, qu’il voulait mener une politique raciste envers des civils désarmés dont les familles étaient installées au Cambodge depuis des générations. Aucun Cambodgien, pas même les responsables des communautés bouddhistes, ne condamna ces crimes. Quand Lon Nol dût présenter des excuses au gouvernement sud-vietnamien dont il avait besoin de l’aide militaire, il se contenta de grommeler que « dans beaucoup de cas, il était difficile de dire si les Vietnamiens étaient des Việt Cộng ou de paisibles citoyens ».
L’ambassadeur Emory Coblentz Swank (en), qui arriva à Phnom Penh dans les mois qui suivirent, regrettera une quinzaine d’années plus tard de ne pas avoir pris au sérieux ces massacres qui auguraient de ce qui allaient suivre. Lon Nol, de son côté commençait à utiliser le vocable thmil pour désigner les communistes.

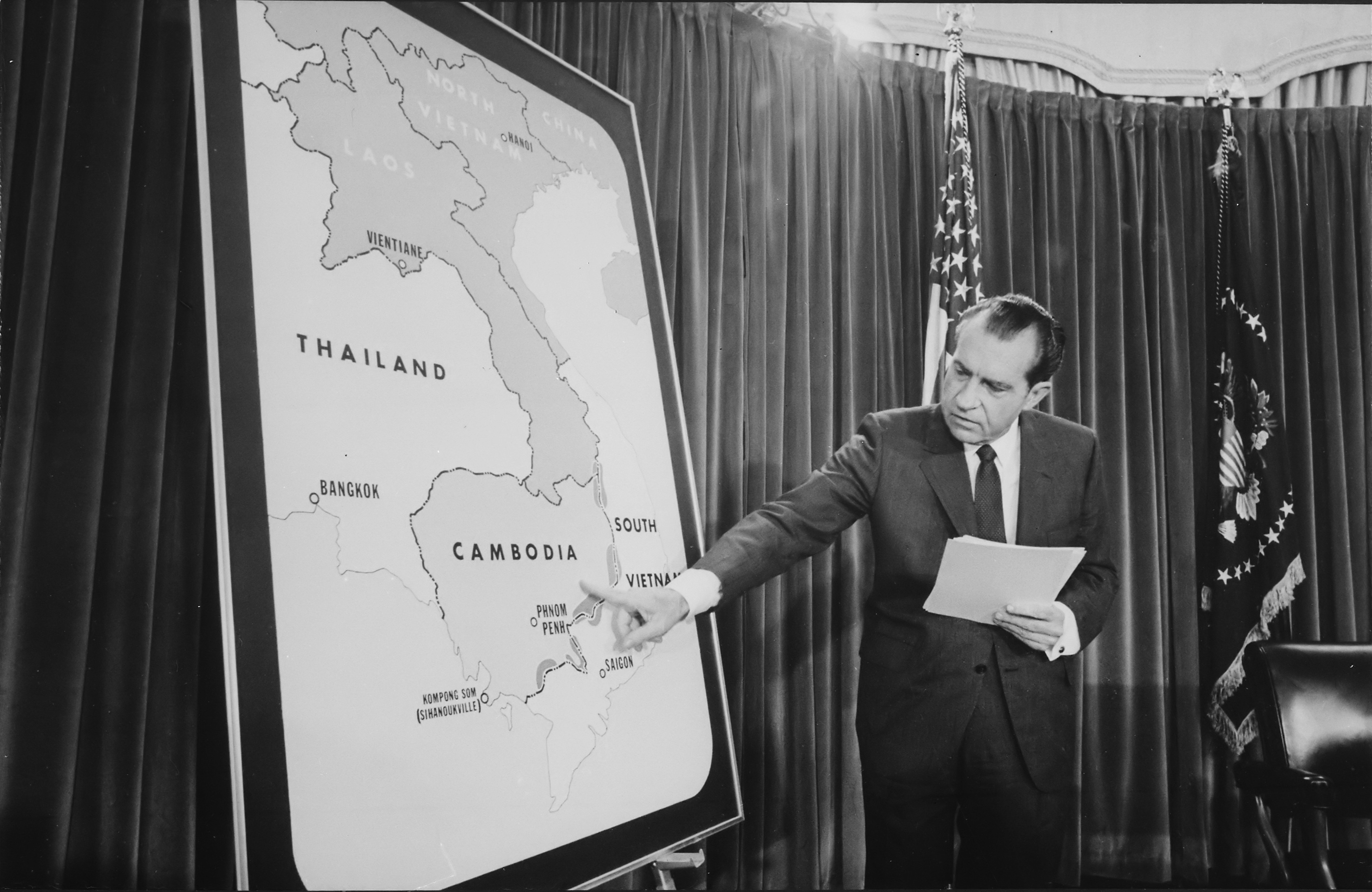
Lors d’une allocution télévisée annonçant l’intervention américaine au Cambodge, Richard Nixon montre l’emplacement des sanctuaires du Việt Cộng.

D’avril à juin, quelque 30 000 soldats américains épaulés par environ 40 000 sud-vietnamiens investirent l’est du Cambodge à la recherche du quartier général des forces du Việt Cộng. Le principal effet de cette irruption fut de disperser les troupes vietnamiennes encore plus profondément à l’intérieur du pays où l’armée mal entraînée et mal encadrée de Lon Nol ne pouvait leur offrir qu’une faible résistance.
Les incursions encouragèrent également les troupes sud-vietnamiennes à poursuivre leurs opérations où, de par leurs agissements, ils ne furent pas longs à acquérir une réputation digne de bandits de grands chemins. Dans le même temps, la perspective d’une aide massive américaine regonflait le moral du gouvernement de Lon Nol qui était plus que jamais confiant dans la capacité de son armée à vaincre le Việt Cộng. Peu après, Sihanouk fut jugé par contumace à Phnom Penh par un tribunal militaire. Le prince fut convaincu d’avoir « incité les communistes à commettre une agression » et d’avoir « incité les soldats cambodgiens à rejoindre l’ennemi ». Ces accusations portaient sur des faits postérieurs à sa déposition et ne concernaient pas les périodes où il était chef de l’État et, de par la constitution, où il ne pouvait pas être inquiété. Il fut démis de sa citoyenneté et condamné à mort. La peine capitale fut aussi requise contre 17 autres membres du front uni national du Kampuchéa, dont la princesse Monique, considérée comme l’âme de la conspiration, et 11 autres à vingt ans d’emprisonnement. Ce procès préparait la voie à la déclaration de la République khmère et au retour de Son Ngoc Thanh qui fut nommé conseiller du président en août.
Alors que la rébellion avait investi plusieurs capitales provinciales, le discours de Lon Nol se faisait plus exalté. Il invitait ses compatriotes à rejoindre l’armée et à s’initier aux « sciences occultes pratiquées par nos ancêtres, qui permettent d’échapper au feu de l’ennemi ». Beaucoup de Cambodgiens croyaient en ces prédications et se pressaient pour se faire tatouer des symboles religieux ou obtenir des amulettes, voire des couteaux gravés de formules magiques et bénis par des moines.
D’autres, plus cyniques, voyaient dans les événements récents des opportunités de bénéficier du « robinet à dollars », notamment parmi l’armée. Une fois l’aide militaire américaine mise en place, de nombreux officiers y trouvèrent de multiples manières de s’enrichir. L’un gonflait ses effectifs pour toucher la solde de combattants inexistants ; un autre omettait de déclarer les désertions et les décès dans ses rangs ; un troisième revendait à l’ennemi une partie de l’équipement et les armes qu’il avait reçues. Dans le même temps, l’armée composée début mars de 55 000 soldats avait vu ses effectifs gonflés à 100 000 deux mois plus tard alors que Lon Nol espérait pouvoir rapidement porter ses forces à 250 000 hommes. Par contre, les recrues devenaient plus jeunes et étaient majoritairement issues des classes populaires, la jeunesse dorée échappant à la conscription en allant étudier à l’étranger, en décrochant des emplois à l’arrière du front, en se faisant exempter ou en rejoignant les maquis.

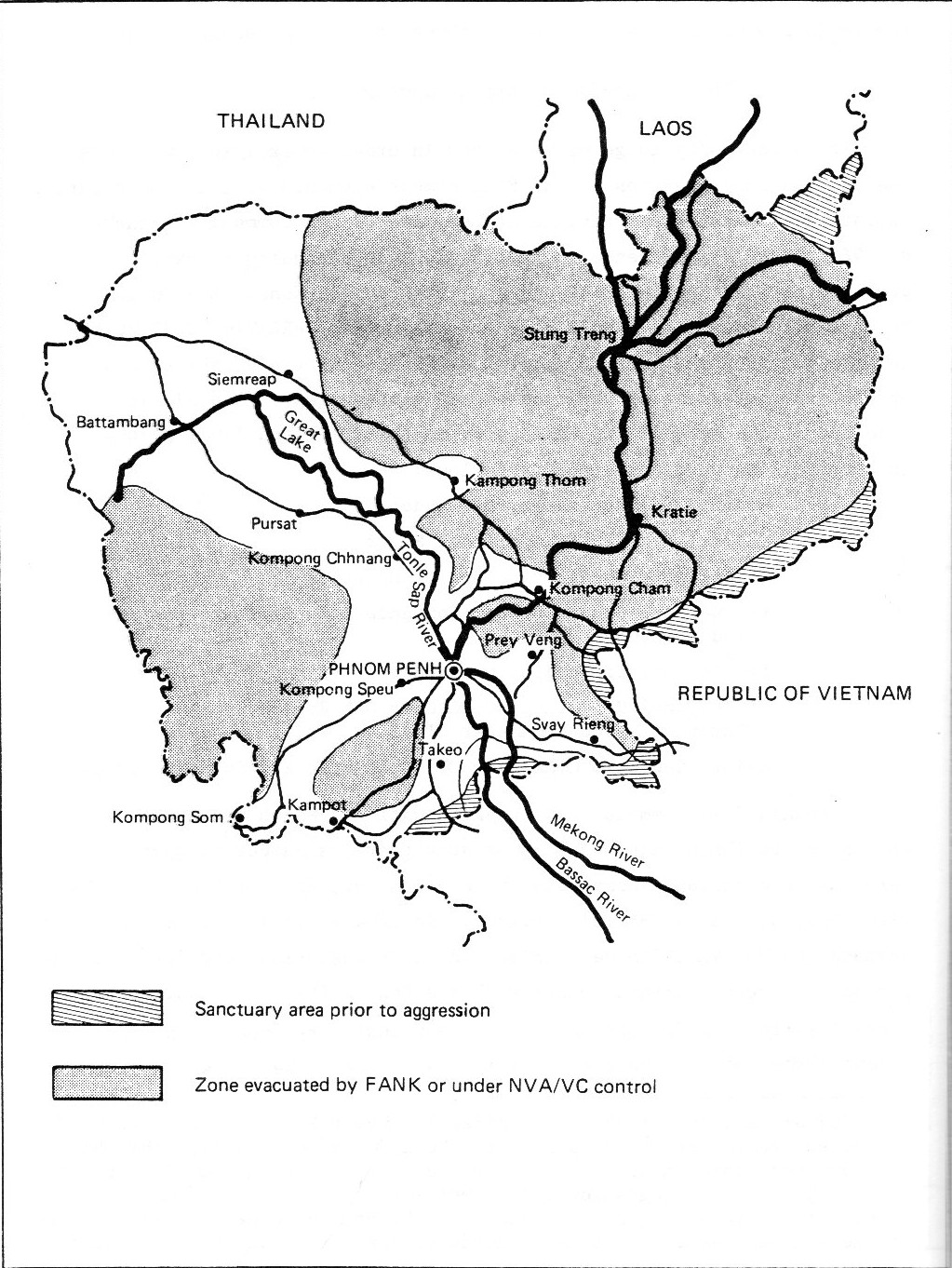
En blanc, les zones contrôlées par les forces républicaines en août 1970.

Alors que l’armée cambodgienne n’était en fait pas de taille à lutter contre les unités vietnamiennes, le répit offert d’avril à juin par l’intervention américano-sud vietnamienne donna à Lon Nol l’illusion qu’il pouvait prendre l’initiative. Début septembre, une offensive, dénommée Chenla I (en) en mémoire du royaume quasi mythique ancêtre de celui du Cambodge, fut personnellement menée par le futur président. Son objectif était de desserrer la pression sur la ville de Kampong Thom, 85 kilomètres au nord de la capitale en déployant les troupes sur la nationale 6 qui relie la ville à Phnom Penh. Toutefois, à cause des moussons, le déplacement était rendu lent et difficile. L’avant-garde n’atteignit Kampong Thom que le 11 octobre 1970, mais le plus fort de la troupe restait embourbé beaucoup plus loin. Début novembre, l’opération fut présentée comme un succès éclatant, mais les troupes se retirèrent. Surestimant la victoire qui devait beaucoup au manque de résistance de la guérilla, affaiblie par les bombardements américains, Lon Nol prévoyait déjà une nouvelle offensive pour 1971.
La république khmère est proclamée le 9 octobre 1970, sans que cela implique un bouleversement politique. Lon Nol et Sirik Matak restaient populaires auprès des élites urbaines et l’armée. Ils s’adjugeaient chacun une étoile supplémentaire à leur grade de général et un nouveau drapeau venait remplacer celui dessiné en 1947 par Ieu Koeus. Après Chenla I, les combats diminuèrent et la présence américaine restait discrète. Le « robinet à dollars » se faisait toujours attendre. L’ambassadeur Swank et son conseiller Johnathan Frederic Ladd tentaient de ne fournir qu’une aide modeste, de restreindre la présence américaine et de ne répondre que partiellement aux demandes d’aide cambodgiennes.

### 1971: premiers revers
À partir de 1971, deux tendances politiques se dessinaient au sein des dirigeants de Phnom Penh. La première était décrite par l’ambassade américaine comme un régénérescence du parti démocrate, soutenu notamment par les Sangha bouddhistes et Son Ngoc Thanh. L’autre groupe était parfois appelé parti républicain par analogie au système politique américain. Les démocrates suivaient In Tam alors que les républicains se rangeaient derrière la bannière de Sirik Matak. Lon Nol, pour sa part, se plaçait au-dessus de ces partis alors que son jeune frère Lon Non jouait des antagonismes entre les deux formations pour maintenir le général dans une position incontournable et ainsi préserver ses propres avantages. Ces joutes étaient par contre inconnues du grand public et seuls les milieux intellectuels et le parlement s’y intéressaient. À la campagne et pour les réfugiés qui venaient s’entasser dans la capitale, les préoccupations se portaient plus sur les bouleversements qu'ils vivaient, à la suite des exactions commises alternativement par les troupes républicaines, khmères Krom, sud-vietnamiennes, Việt Cộng, et khmères rouges qui passaient dans des cycles de poursuites, destructions puis retraites.

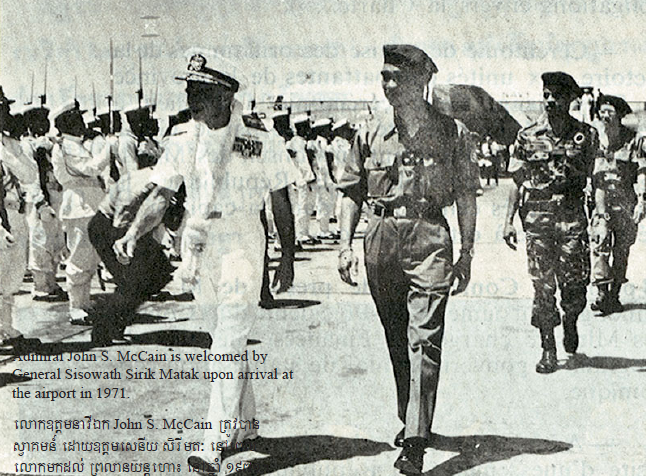
L'amiral John Sidney McCain Jr ., commandant en chef de l'United States Pacific Command, est accueilli à l'aéroport de Pochentong par Sisowath Sirik Matak.

La carence de l’armée apparut au grand jour le 22 janvier 1971, quand une escouade Việt Cộng s’introduisit dans les faubourgs de Phnom Penh, pilonna au mortier l’aéroport de Pochentong pendant près de quatre heures puis se retira sans être le moins du monde inquiétée. Outre la destruction de l’ensemble de l’aviation gouvernementale – hors d’âge – l’attaque provoqua une panique dans la capitale cambodgienne qui semblait ne pas pouvoir compter sur son armée pour la défendre. Les dirigeants américains, alors en lutte avec leur Congrès qui refusait d’avaliser une intervention au Cambodge, car elle aurait impliqué une extension du conflit indochinois, demandèrent à Lon Nol de faire une requête auprès des régimes de Bangkok et Saïgon afin de remplacer les appareils endommagés et, mesure qui allait s’avérer ô combien impopulaire, prier officiellement l’aviation sud-vietnamienne d’accroître ses sorties au-dessus du territoire khmer. La mort dans l’âme, Lon Nol n’eut d’autres choix que de s’exécuter.
L’optimisme de Lon Nol en sorti ébranlé. Deux semaines plus tard, après une présentation de deux heures à l’assemblée durant laquelle il exposa la situation politique et militaire, il fut victime d’une paralysie qui affectait tout le côté gauche de son corps. Depuis quelques semaines, il ne dormait que très peu et était exténué. Il fut évacué vers l’hôpital militaire d’Honolulu, laissant à Sirik Matak la charge de premier ministre par intérim. Au même moment, le congrès américain acceptait de faire passer l’aide militaire au Cambodge de 20 millions de dollars l’année précédente à plus de 180. Ce programme prenait effet en janvier 1971 et était géré par le général Theodore Mataxis, basé à Saïgon et supervisée par John Sidney McCain Jr., commandant en chef des forces du pacifique. Cette décision n’était pas du goût de l’ambassade américaine à Phnom Penh, où Swank voulait poursuivre une assistance limitée et, pour plusieurs mois, l’équipe chargée de fournir l’aide ne fut pas autorisée à passer la nuit au Cambodge. En réaction, l’équipe envoyait ses messages à McCain depuis Saïgon sans en informer l’ambassadeur Swank. Alors que Lon Nol était toujours à Honolulu, le premier anniversaire de la déposition de Sihanouk se déroula dans un calme absolu. Les manifestations publiques étaient interdites et un correspondant français dépeignait les rues de Phnom Penh comme quasi désertes. Une seule cérémonie réunit une centaine de personnes devant l’assemblée nationale. Un avion lança des tracts montrant un Khmer chassant un Vietnamien – reconnaissable à son chapeau conique – hors du Cambodge. En avril 1971, Lon Nol rentrait d’Hawaï, mais n’avait manifestement pas retrouvé l’ensemble de ses facultés.
Encore en pleine convalescence, il démissionna de son poste de premier ministre, ouvrant une crise qui allait mettre en lumière l’antagonisme qui l’opposait à Sirik Matak et celui du parlement envers les deux premiers nommés. Lon Nol nommait Sirik Matak à la position de Premier ministre-délégué, lui demandant d’agir « comme si lui était à l’étranger ». Ayant pris acte de sa démission, l’assemblée nationale octroya à Lon Nol le grade de maréchal. Toutes les tentatives pour former un nouveau gouvernement furent contrariées par Lon Non, qui jouait de l'opposition entre les différentes factions. Au bout d'un mois, Lon Nol apparaissant comme le seul à même de se positionner au-dessus de la mêlée, réintégrait ses fonctions. Pendant toute la durée de ce marasme, l’opinion publique, de ce qu’elle avait vu, en arrivait à regretter la versatilité de Sihanouk, et la popularité du nouveau régime, au plus haut en 1970, commençait à décliner. En 1987, l'ambassadeur Swank avoua à David Porter Chandler que de toute sa vie il n’avait pas connu d’autres situations aussi ambiguës et qu'il était parfois difficile de cacher aux Cambodgiens le désespoir que suscitaient leurs sentiments.
En août, alors que Sirik Matak était en voyage aux États-Unis, Lon Nol prépara l’offensive Chenla II (en) destinée à rouvrir la route entre Kampong Thom et Phnom Penh, bloquée peu après Chenla I et de couper une des voies d’approvisionnement des maquis vietnamiens. L’opération était une copie de celle menée plus à l’est par les troupes américano–sud–vietnamiennes d’avril à juin 1970 et servait les intérêts des États-Unis.
En septembre, In Tam, que Lon Nol et Sirik Matak voyaient comme un rival potentiel, était démis de ses fonctions de ministre de l’intérieur. Dans le même temps, le mandat de cinq ans de l’assemblée arrivait à expiration. Les deux hommes forts du régime étaient agacés par l’intransigeance ainsi que les querelles intestines du parlement et aucun d’entre eux ne voulaient prendre le risque d’organiser une élection qui risquait d'affaiblir leur pouvoir. Le 16 octobre, Cheng Heng, le chef de l’État, publiait un décret qui remplaçait le système bicaméral par une assemblée unique et constituante. Lon Nol formait un nouveau gouvernement et, dans son discours d’investiture, il insistait sur la nécessité de mettre fin au « jeu stérile d’une démocratie libérale éculée ». Les deux tiers des élus des deux chambres acceptèrent les modifications proposées. L’avant-projet de la nouvelle constitution fut confié aux députés démis, sous la supervision d’In Tam, ce qui n’était pas sans semer les graines de futurs conflits.

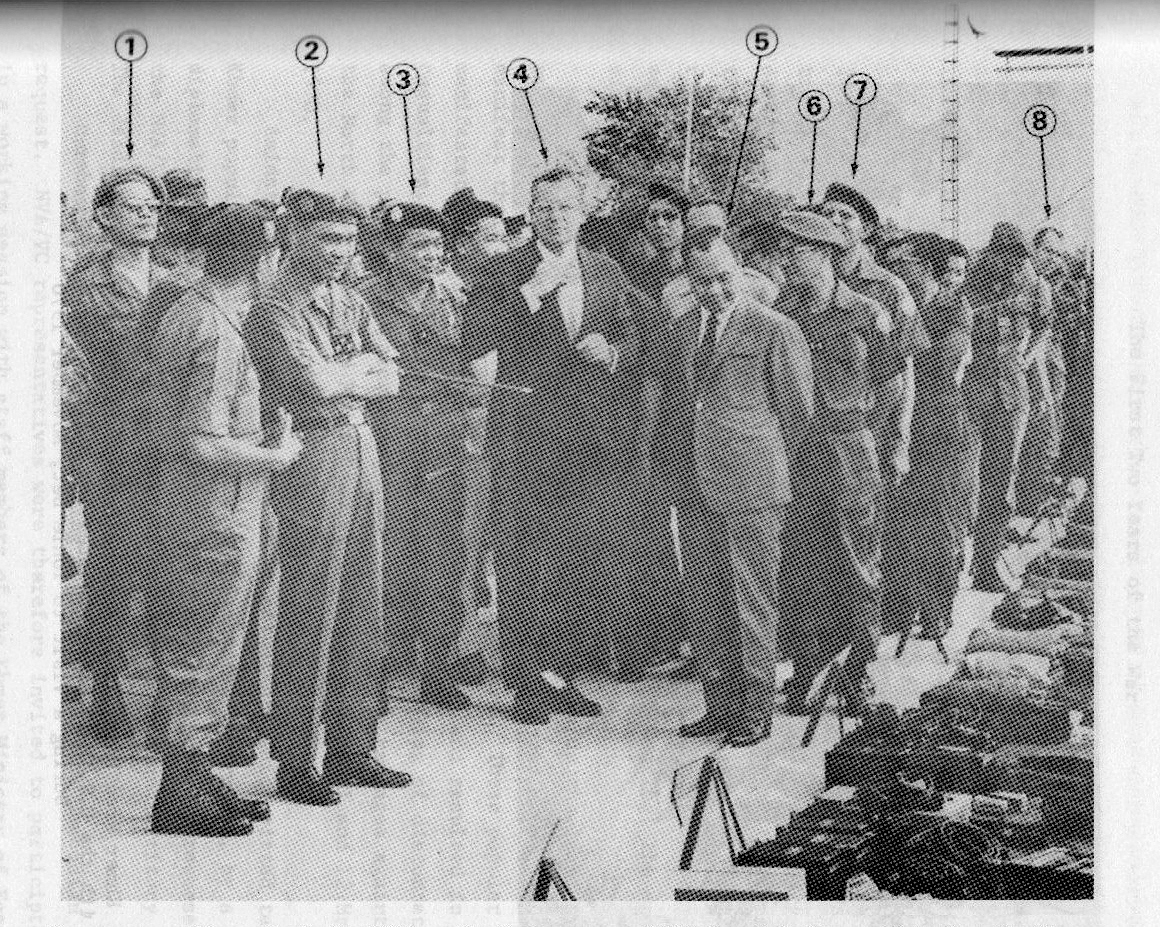
Cérémonie à Phnom Penh en l’honneur d’un détachement des forces spéciales de retour de formation en Thaïlande.
On y reconnait notamment (2) Sisowath Sirik Matak, (4) l’ambassadeur américain E. C. Swank, (6) le général Sak Sutsakhan et (8) J.F. Ladd, le conseiller politico-militaire de l’ambassadeur Swank.

Au même moment, Chenla II fut lancée. La progression de l’armée gouvernementale se fit une fois de plus sans encombre et les troupes rentrèrent dans la ville quasiment sans combattre. L’événement fut célébré à Phnom Penh comme une victoire éclatante ; néanmoins, la présence se limitait à la route no 6. Comme le fit remarquer le général Creighton Williams Abrams, commandant des forces américaines à Saïgon, « ils avaient ouvert un front de quatre-vingts kilomètres de long sur soixante centimètres de large » qu’il était quasiment impossible de tenir.
À la fin octobre, les rebelles lançaient une attaque d’envergure dans les plantations d’hévéas de l’est et sur la nationale 6 où stationnaient toujours l’armée républicaine depuis le début de l’opération Chenla II. Les forces communistes étaient estimées à près de 50 000, dont plusieurs milliers sous les ordres du PCK. Les attaques à l’est furent contenues par les troupes sud-vietnamiennes, mais la pression sur la nationale 6 s’intensifia et, devant les pertes sévères, Lon Nol dut ordonner le repli le 1er décembre. Un porte-parole dans la capitale décrivit la situation comme préoccupante mais pas alarmante. En fait, elle s’apparentait à une déroute. Plus de 3 000 des meilleurs combattants de l’armée de Phnom Penh avaient été tués et des milliers d’autres blessés. Dans le désordre qui suivit, près de 15 000 soldats et miliciens abandonnèrent leurs postes et leurs équipements; certains d'entre eux durent être détruits par l’aviation américaine pour ne pas tomber aux mains de l’ennemi. Parmi les combattants qui avaient pu rejoindre la capitale, certains affirmèrent qu’ils n’avaient plus été payés depuis deux mois. Les Américains, quant à eux, soutinrent que la 7e compagnie Việt Cộng avait subi des pertes si sévères qu’elle ne put participer efficacement aux offensives communistes du printemps 1972. Lon Nol de son côté attribuait en privé le désastre au manque d’assistance des États-Unis.
Les Américains, pour leur part, imputaient la défaite au nouveau maréchal qui en avait supervisé les préparatifs ; la confiance qu’ils lui témoignaient ressortait ébranlée de l’épreuve. Toutefois, la politique d’assistance resta inchangée et au contraire, l’ambassade fit l’objet de remontrances ; elle reçut pour consignes de s’abstenir à l’avenir de formuler des critiques. William Harben, l’ancien conseiller politique de l’ambassadeur, se rappelait en 1998 qu’à l’époque, avant d’envoyer tout rapport sur les méthodes autoritaires de Lon Nol, la corruption ou la situation militaire, il fallait vérifier d’où « venait le vent à Washington ». L’ambassade également devenait plus prudente, après que plusieurs messages – dont un de Swank, décrivant Lon Nol comme « un homme mentalement et physiquement malade » - furent interceptés aux États-Unis par des opposants au président Nixon.
L’amiral Thomas Hinman Moorer (en), chef d’état-major des armées des États-Unis, choisit de venir au Cambodge alors que celui-ci subissait les contrecoups de la défaite. Il offrit à Lon Nol un pistolet de cow-boy, lui suggérant de l’utiliser pour « célébrer sa victoire ». Un mois plus tard, ce fut le président américain qui fit une déclaration dans laquelle il affirmait que la république khmère représentait « la doctrine Nixon sous sa forme la plus pure ». Pour ses opposants, cela revenait à se féliciter de faire tuer des Cambodgiens à la place des Américains.
Le désastre eut également des répercussions politiques et des rumeurs de déposition du gouvernement circulaient à Phnom Penh. Son Ngoc Thanh, le dirigeant nationaliste de retour au Cambodge, pensant son heure venue, laissait entendre qu’il accepterait – si on le lui demandait – d’occuper à nouveau le poste de premier ministre qu’il avait déjà brièvement tenu en 1945. Sirik Matak et le chef de l’État Cheng Heng de leur côté tentèrent de convaincre Lon Nol de céder une partie de ses pouvoirs alors que l’état-major lui demandait de renoncer au commandement suprême des armées, mais il resta inflexible.

### 1972: éviction de Sirik Matak
Au début de 1972, le front s’était stabilisé, grâce ou à cause des bombardements américains sur les positions et les routes d’approvisionnement de la guérilla. Toutefois, beaucoup à Phnom Penh estimaient que la guerre était perdue et espéraient que le gouvernement républicain ouvrirait des négociations avec Sihanouk. Celui-ci rejeta les tentatives qui lui furent présentées alors que les officiers de Lon Nol étaient eux aussi réticents à arrêter les hostilités. Les communistes vietnamiens et khmers, de leur côté, et pour des raisons qui leur étaient personnelles, reportèrent une offensive sur la capitale ; la guerre allait se prolonger encore trois années. Sur le plan militaire, les accrochages amenaient des centaines de milliers de réfugiés à refluer vers Phnom Penh où les attendait une existence précaire. Les conséquences sur la société cambodgienne s’ils furent indéniables, restent toutefois difficiles à évaluer avec certitude. Néanmoins, David Porter Chandler estime les pertes, essentiellement civiles à un demi-million de la population entre 1970 à 1975. Si des milliers de jeunes Cambodgiens ont rejoint les rangs de la résistance, des centaines de milliers d’autres se souciaient plus de leur survie que des enjeux de la guerre. Dans le même temps, la corruption et le clientélisme s’aggravait ; à un moment, Lon Nol nommait son médecin personnel ministre du commerce alors que son frère Lon Non manipulait, achetait et brutalisait les opposants trop gênants. Beaucoup de ceux qui voulaient servir leur pays dignement sortirent écœurés de l’épreuve et certains d’entre eux rejoignirent la guérilla.

Exposition de médicaments saisis.

Après Chenla II, et le retrait des troupes nord-vietnamiennes du Cambodge à partir de 1972 et comme le fit remarquer David Porter Chandler, le parti communiste du Kampuchéa mit « plus de deux ans à gagner une guerre que l’armée de Lon Nol avait perdue ». Les raisons en sont multiples. L’une d’elles fut qu’avec l’évacuation des Vietnamiens, les forces du front uni national du Kampuchéa manquaient d’armements et d’entrainement pour porter l’estocade. Une seconde était que le contrôle exercé par le parti communiste du Kampuchéa sur les campagnes, s’avérait rémittent. Depuis 1970, à l’exception de quelques grandes villes, tout le territoire à l’est du Mékong était sous le contrôle de la guérilla. Autour de Phnom Penh, les régions changèrent plusieurs fois de mains alors que d’autres, comme au nord-ouest, restèrent fidèles à la république khmère jusqu’en 1975.
Le 10 mars 1972, juste avant que l’Assemblée n’approuve le projet de nouvelle constitution, Lon Nol annonçait qu’il suspendait les pourparlers et s’octroyait le poste de chef de l’État, occupé par Cheng Heng depuis deux ans. La vraie cible de cette crise était en fait Sirik Matak. Le maréchal et son frère Lon Non réussirent à le chasser du pouvoir en profitant du fait qu'il avait limogé Keo An, le recteur de l'université, pour organiser une série de manifestations d'étudiants qui l'accusèrent notamment de vouloir rétablir la monarchie à son profit et demandèrent sa démission. Deux jours après la promotion de Lon Nol, Sirik Matak annonça qu'il se retirait de la vie publique et fut (prétendument pour sa « protection ») placé en résidence surveillée.
Lon Nol désigna une nouvelle commission chargée de rédiger une constitution plus proche de ses idées. Pour le second anniversaire de la déposition de Sihanouk, il s’autoproclamait président et abandonnait son titre de chef de l’État et celui de ministre de la défense. Comme premier ministre, il nomma Son Ngoc Thanh qui n’était en fait que son sixième choix ; parmi les cinq personnes qui avaient décliné l’offre, on retrouvait In Tam et Yem Sambaur. Thanh, chef fondateur des Khmers Serei (« Khmers libres », mouvement armé anti-communiste et anti-monarchiste), avait recruté des renforts parmi les Khmers Krom du sud du Vietnam. Il s'agissait de troupes entrainées par l'armée américaine, qui comparativement aux autres pouvaient passer pour des troupes d'élite. En cela le soutien des États-Unis envers le fragile gouvernement de la République restait essentiel.
Le 27 avril 1972, la république subit un nouveau coup dur. À la suite de manifestations étudiantes, un groupe en uniforme fit usage de ses armes. Alors que les autorités décomptèrent une vingtaine de blessés et criaient à la manipulation d’un commando khmer rouge déguisé, les étudiants contestèrent cette version et prétendaient qu’il y avait eu plusieurs morts. Ces événements eurent pour conséquence de mettre un terme à l’état de grâce dont pouvait bénéficier Son Ngoc Thanh à peine un mois après sa prise de fonction et allait créer une rupture entre les milieux étudiants et le pouvoir qui perdurera jusqu’à la fin de la guerre.

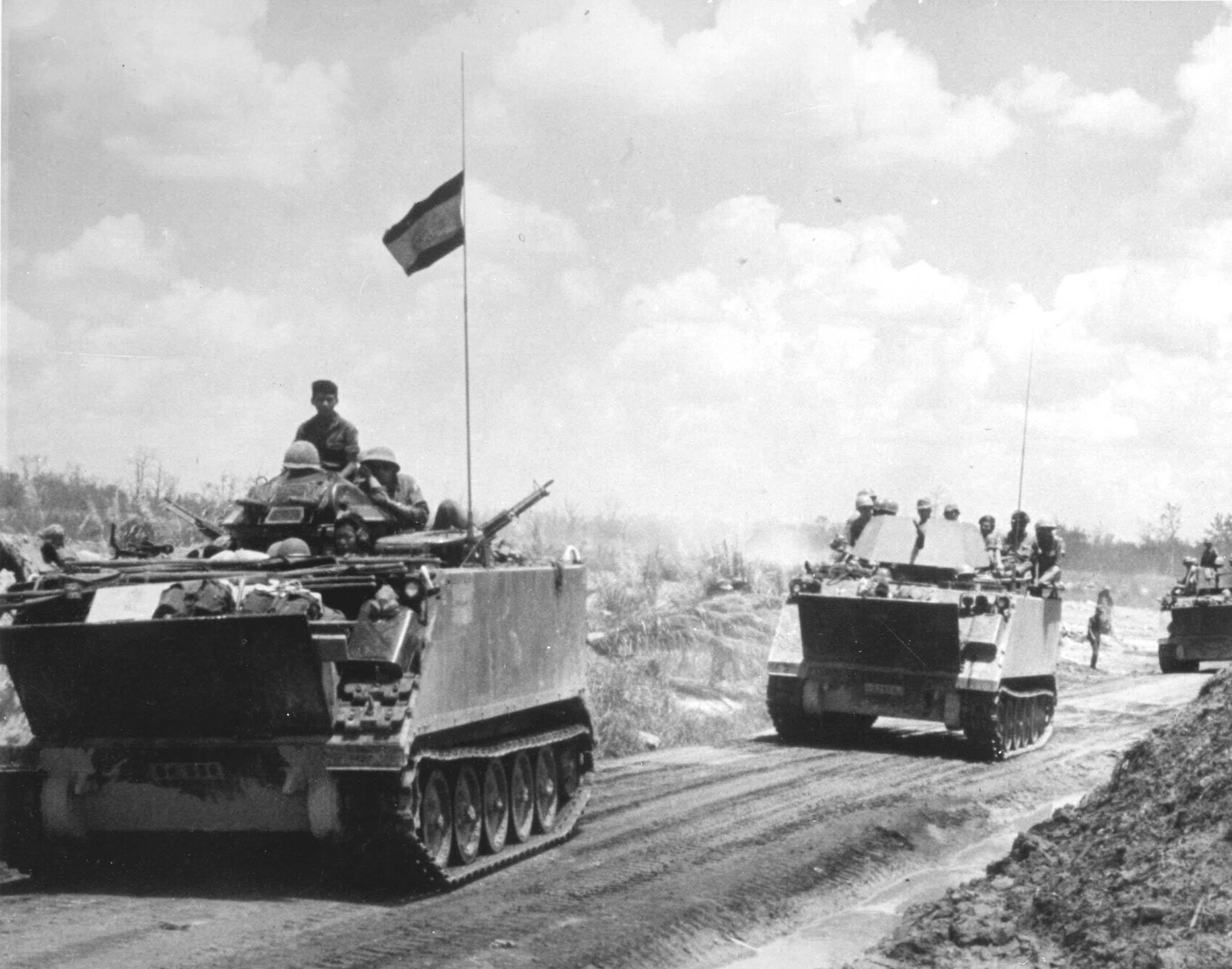
Transports de troupes M113 sud-vietnamiens lors d'une opération au Cambodge.

Au même moment, Lon Nol proclamait une constitution inspirée de celles de la France et de la république du Viêt Nam, qui lui donnait des pouvoirs étendus. Le texte aurait été, d’après lui, « approuvé par 96 % de l’électorat », alors que moins de 40 % des votants potentiels vivaient dans des zones contrôlées par la république. Il proposait également une élection présidentielle, mais à sa grande déception, plusieurs concurrents se présentèrent contre lui, dont deux, In Tam et Keo An, refusaient de se désister.
In Tam reçut un support massif. Dans une de ses réunions préélectorales, l’ambassadeur des États-Unis lui enjoignit de « ne rien faire qui puisse affaiblir les non-communistes ». Lon Nol laissa entendre pour sa part qu’au cas où il ne serait pas élu, l’aide américaine serait suspendue. L’ambassade ne fit rien pour démentir ces insinuations fallacieuses. In Tam, pour sa part, n’était pas prêt à affronter la violence et les trucages auxquels se livraient les partisans du président de manière de plus en plus intense à mesure que les élections approchaient. Son délégué à Pouthisat fut assassiné alors qu’ailleurs, le 4 juin, jour du scrutin, des bulletins disparurent des bureaux de vote ; des membres de sa famille furent expulsés de leurs domiciles. À Phnom Penh où In Tam était en tête, plusieurs urnes furent réquisitionnées et tous les suffrages qui n’étaient pas en faveur de Lon Nol auraient été brûlés. À 23 heures, alors que le décompte se poursuivait dans plusieurs provinces, Lon Nol fut déclaré gagnant. Les résultats provisoires, publiés le lendemain, donnaient 55 % des voix au maréchal, alors qu’In Tam était crédité de 24 % et Keo An 20 %. Ce dernier, très populaire auprès des jeunes, avait milité pour un retour du prince Sihanouk à Phnom Penh comme simple citoyen. Mais sa candidature témoignait aussi des manœuvres de Lon Non pour diviser l’opposition. Ce dernier, avouera plus tard en privé avoir grossi de 20 % le score de son frère. Après les élections, In Tam se rappelait avoir été contacté par un diplomate des États-Unis qui lui demandait d’aider Lon Nol pour lui éviter de prendre seul toutes les décisions. In Tam déclina l’offre au motif que le nouveau président « n’écoutait que les Américains ». L'affaire fit dire plus tard à In Tam que les Américains ne pouvaient plus désormais que « mariner dans du jus de Lon Nol ».
Pour les élections législatives prévues le 3 septembre, Lon Nol, qui regrettait que le scrutin présidentiel n’ait pas donné lieu à un plébiscite « sihanoukien », changea la loi électorale avec l’aide de Lon Non. La capitale cambodgienne, qui avait majoritairement voté contre le maréchal se retrouvait désavantagée au profit de secteurs qui en fait n’étaient plus sous domination républicaine et dont l’électorat se limitait de ce fait aux réfugiés des camps contrôlés par l’armée. De plus, l’assemblée fut étendue de 82 à 126 sièges pour tenir compte de la croissance démographique, mais en occultant que les bureaux de vote ne seraient pas accessibles à une partie importante de la population. Les élections furent ouvertes à tous les partis, mais les deux principales formations d'opposition (le Parti démocrate d'In Tam et le Parti républicain de Sirik Matak) refusèrent de participer et seules 10 circonscriptions présentèrent plusieurs candidats. Il s'ensuivit une victoire écrasante du parti socio-républicain de Lon Non (Sangkum Sathéaranak Rath), créé pour l’occasion et qui de surcroit était soutenu dans les bureaux de vote par la police militaire. Dans les secteurs où l’opposition semblait avoir gagné la majorité, des bulletins furent détruits alors que quelques-uns de leurs représentants furent emprisonnés pendant le scrutin.
Après les élections, il y eut un nombre croissant d'attaques terroristes dans la capitale, dont l'une dirigée contre Son Ngoc Thanh. Celui-ci - dont le dernier acte politique a été d'interdire les journaux de Sirik Matak - a ensuite été poussé à la démission et partait pour un exil définitif en République du Viêt Nam. Il n’avait pas eu le temps d’imprimer sa patte sur la politique cambodgienne lors des sept mois de son mandat ; il fut remplacé par Hang Thun Hak, qui outre le fait qu’il représentait une gauche modérée, était aussi connu pour avoir soutenu son prédécesseur depuis les années 1950. Le nouveau cabinet ne comptait que neuf membres du précédent. En fait, l’élément le plus marquant de ces élections et du remaniement était la mise à l’écart d’In Tam, Sisowath Sirik Matak et Cheng Heng. Les élections avaient aussi permis de maintenir l’aide des États-Unis à Phnom Penh. L’administration de Washington se félicitait qu’aucun des candidats n’ait prôné l’instauration d’un gouvernement neutre ou antiaméricain ; les États-Unis pouvaient ainsi continuer à utiliser le Cambodge pour soutenir leur retrait d’Asie du Sud-Est.
Les objectifs du nouveau gouvernement étaient par contre plus obscurs. L’un d’entre eux était de découvrir un costume traditionnel môn-khmer différent pour chaque jour de la semaine et que devaient porter les dirigeants. Une commission de cinq membres conduite par Keng Vannsak (en) partait visiter la Birmanie, Hawaï, la Malaisie, la Nouvelle-Zélande, les Philippines et la Thaïlande à la recherche de vêtements que portaient des populations qui parlaient des langues austronésiennes ou austroasiatiques. Ils rapportèrent une soixantaine de vêtements de toutes sortes et demandèrent à un tailleur de Phnom Penh de s’en inspirer pour créer des prototypes. Toutefois, devant la difficulté à approvisionner le trop grand nombre d’étoffes nécessaire à la fabrication, le projet fut ajourné.
Avec Lon Nol au pouvoir et l’aide américaine qui coulait à flots, les hommes politiques de Phnom Penh avaient du mal à avoir une vision à moyen ou long terme du Cambodge. Après des années de patronages et de dévotions envers leurs supérieurs, il leur était difficile de se soucier de l’intérêt commun et des institutions plutôt que leurs propres avantages et ceux de leurs proches. L’administration était alors vue comme un moyen de s’enrichir. Le gouverneur de Kampong Chhnang et le général commandant des forces de la région, par exemple, vendaient du carburant et de l’armement à l’ennemi sans qu’ils se soient jamais considérés comme des révolutionnaires ou qu’ils aient eu le moindre remords. À la fin de 1972, les porte-paroles militaires durent avouer que tous les mois, les soldes de quelque 100 000 soldats « fantômes » étaient empochés par des officiers. Alors qu’on lui reportait cette situation, Lon Nol aurait affirmé qu’il n’y avait pas lieu de s’inquiéter, les Américains tuant « des milliers de nos ennemis chaque semaine ».

### 1973: cessez-le-feu et suspension de l'assemblée nationale
Les accords de paix de Paris, signés en janvier 1973, semblaient offrir un répit dans cette guerre civile. En février, le vice-président américain Spiro Agnew faisait une visite de quelques heures à Phnom Penh. Il demanda à Lon Nol, malgré la position délicate des forces républicaines sur le terrain, de décréter unilatéralement un cessez-le-feu comme celui qui avait alors été mis en place au Viêt Nam et d’élargir sa base politique en impliquant à nouveau Sisowath Sirik Matak, Cheng Heng et In Tam dans des postes à responsabilité gouvernementales. Le président s’exécuta et entreprit des pourparlers avec ses rivaux. Dans le même temps, alors que des graffitis réclamant la démission du maréchal fleurissaient à Phnom Penh, un journal cambodgien regrettait que Lon Nol restait insensible aux événements et aux plaintes de ses fidèles, préférant s’enfermer dans les fastes d’un passé révolu.
Les combats reprirent rapidement, lorsque les forces communistes attaquèrent le périmètre FANK autour de la ville assiégée de Kampong Thom.
En mars, William Harben notait dans son journal que l’ambassade ne confortait pas le régime contre les communistes, mais contre les non-communistes. Prétendre que la seule solution viable soit un chef de l’État qui recueillait 35 % des suffrages huit mois auparavant, avant que sa popularité ne subisse une chute libre, n’était pas conforme aux valeurs des États-Unis. Les conséquences risquaient d’être un transfert du soutien vers l’ennemi, un changement qui était déjà observé au sein des étudiants. La politique américaine avait accru par mégarde les chances de victoire communiste en paralysant toute velléité d’opposition en dehors de cette tendance et en favorisant un régime which is almost a caricature of the ideal opponent for Marxists-Leninists (« qui était presque une caricature de l’opposant idéal pour des marxistes-léninistes »). Harben concluait en affirmant que s’il restait une infime chance de vaincre, ce ne serait certainement « pas avec Lon Nol ». Le maréchal, comme son régime et la guerre, allaient toutefois encore durer deux ans.
Pour le troisième anniversaire de la déposition de Norodom Sihanouk, un « capitaine démobilisé de l’armée de l’air », Pech Kim Luon, ami d’une des filles du prince, vola un T-28 dans une base militaire, lança deux bombes sur la résidence de Lon Nol puis atterrit dans une zone rebelle. Le pilote rata sa cible et détruisit un immeuble voisin occupé par des familles de militaires, faisant 43 morts, essentiellement des enfants, et de nombreux blessés. Plus tôt dans la journée, une grève des enseignants s’était transformée en une manifestation contre le gouvernement réprimée par une attaque à la grenade, certainement ordonnée par Lon Nol. Celui-ci répliqua à ces deux événements en déclarant l’état de siège, en étendant le couvre-feu, en suspendant les libertés civiles et en fermant les journaux qui n’étaient pas pro-gouvernementaux. À cause des relations du pilote, il ordonna aussi le maintien en résidence d’une cinquantaine de membres de la famille royale et d’environ trois cents suspects qui n’avaient en commun d’après Elizabeth Becker, que l’agacement qu’ils suscitait auprès de l’administration. La maison de Sirik Matak fut placée sous surveillance et son téléphone coupé. Quatre jours plus tard, recevant des journalistes, il déclarait qu’à son avis, le régime ne pouvait pas survivre, vu son manque de popularité.
En avril, le régime de la République connut une période de confusion généralisée. Des troupes FANK refusaient le combat et pillaient leur propre capitale, alors même que le CPNLAF progressait dans de nombreuses régions du pays. Face à cette situation, les États-Unis menacèrent de couper toute aide à la république khmère si Lon Nol ne parvenait pas à obtenir le soutien du gouvernement et du peuple en réduisant l'influence de son frère Lon Non. Lon Non fut « promu » ambassadeur itinérant afin de l’éloigner du Cambodge. Cet éloignement sera toutefois de courte durée et il ne tarda pas à réapparaitre à Phnom Penh.
Peu après, le 24 avril, le maréchal président décrétait l’état d’urgence et la suspension de l’Assemblée nationale. Sur l’insistance d’Alexander Haig, il étudiait la possibilité de mettre en place un conseil de direction avec In Tam, Sirik Matak et Cheng Heng, plus représentatif des diverses tendances républicaines. Toutefois, une fois que le porte-parole de Kissinger avait quitté Phnom Penh, les membres du conseil ne furent pas longs à se chicaner et avant la fin de l'année, leurs réunions ne faisaient que mettre en lumière leurs querelles picrocholines.
Dans le même temps, les bombardements américains avaient transformé le Cambodge en un champ de tir géant. Les opérations tuaient des milliers de personnes qui n’étaient pas en guerre avec les États-Unis et eurent aussi pour effet de créer une ceinture de feu autour de Phnom Penh, freinant la progression des forces armées populaires de libération nationale du Kampuchéa et donnant un répit à la république. Certains raids détruisaient des positions à moins de vingt kilomètres de la capitale. Ces bombardements stoppèrent alors l'avance des troupes communistes du CPNLAF sur Phnom Penh. Celles-ci subirent des pertes effroyables, et certains historiens estiment que la brutalité extrême dont les cadres khmers rouges firent preuve par la suite, peut s'expliquer, en partie, par l'expérience traumatisante vécue lors de ces bombardements. Des sources américaines estimaient que les rebelles avaient subi des pertes sévères, probablement près de 16 000 tués, soit plus de la moitié des troupes engagées sur ce front. Beaucoup perdirent la vie dans cet assaut pour prendre la capitale qui se produisit entre l’annonce de la fin des bombardements et le 15 août 1973, date de sa mise en application.
À Washington, les raids des B-52 au-dessus du Cambodge donnaient lieu à des débats virulents entre l’exécutif et le législatif. Un rapport de la C.I.A. de mai 1973 mettait en garde contre les conséquences d’un arrêt des bombardements. Outre la chute du gouvernement de Lon Nol, l’exposé craignait également la fin de tout rôle des États-Unis dans la région.
Pour Lon Nol, les B-52, comme les États-Unis en général, étaient perçus comme une bénédiction. En juillet, la presse gouvernementale exprimait son souhait de voir les raids sur le Cambodge continuer indéfiniment et reprendre sur la république démocratique du Viêt Nam. Ces vœux ne seront pas exaucés et quand, au contraire, le Congrès des États-Unis ordonnera l’arrêt des bombardements, le général Haig aurait confié à Richard Nixon qu’ils avaient perdu le Sud-Est Asiatique, ce à quoi le président aurait rétorqué Al, I’m afraid you’re right (« Al, j’ai peur que vous ayez raison »).
Concernant le Cambodge, les médias étrangers s’intéressaient aux conséquences de l’arrêt des bombardements américains. De nombreux journalistes se déplacèrent à Phnom Penh avec l’espoir d’assister à la chute de la république. Après quelques mois où la situation semblait figée, la plupart s’en retournèrent. Le département de la Défense des États-Unis estimait alors qu’à ce moment le gouvernement républicain contrôlait 60 % de la population mais seulement un quart du territoire. Plus de 750 000 réfugiés venaient s’entasser dans Phnom Penh et d’autres capitales provinciales, dont un tiers n’avaient quitté leur foyer que depuis avril 1973. Alors que l’aide militaire américaine était estimée à 1 million de dollars par jour, celle dont bénéficiaient ces exilés était de moins de 3 millions par an. Un porte-parole de l’ambassade reconnaissait que les États-Unis manquaient de personnel pour gérer un programme d’assistance et que les Cambodgiens étaient incapables de mener à bien cette tâche.
En septembre 1973, l’ambassadeur Swank terminait sa mission en donnant la seule conférence de presse qu’il tiendra durant son séjour à Phnom Penh. Il y confiait que le temps passant, aucun des deux camps ne semblait pouvoir espérer un quelconque gain de la guerre. Pour les Américains, le sort du Cambodge restait néanmoins lié à celui de la république du Viêt Nam. Le président Nixon continuait à s’y intéresser, alors que le régime se décomposait. Lon Nol, de son côté se maintenait au pouvoir, espérant un miracle et comptant pouvoir bénéficier indéfiniment de l’aide américaine. Les troupes de la rébellion s’activaient et l’ambassade américaine affirmera que les combats avaient atteint leur paroxysme après la fin des raids des B-52.

### 1974: l’hallali
Les bombardements de Phnom Penh débutèrent dès la fin décembre, faisant de nombreuses victimes civiles. Début 1974, les obus étaient complétés par les mortiers capturés à l’armée républicaine et qui bénéficiaient d'une portée de 10 kilomètres. Alors que les troupes communistes approchaient de la capitale, c’était maintenant quelque deux millions de nouveaux arrivants qui venaient s’agglutiner dans Phnom Penh, auxquels il fallait ajouter 250 000 autres qui s’étaient réfugiés à Battambang. Pour eux, les services sociaux étaient inexistants ; plusieurs centaines de milliers d’enfants en âge d’être scolarisés ne fréquentaient plus l’école depuis 1970 et des milliers d’entre eux souffraient de malnutrition.
La corruption aussi battait son plein. Ros Chantrabot citait notamment le cas emblématique de Srey Yar, d’après lui un des rares généraux républicains disposant de réelles compétences militaires, qui fut démis de ses fonctions pour avoir voulu empêcher les bateaux de la compagnie française du caoutchouc du Cambodge de transporter des marchandises à destination des communistes et de ne pas avoir tenu compte des menaces des dirigeants parisiens de la compagnie, proférées à son égard.
En 1973, plusieurs nouvelles provinces avaient également été créées , permettant de nommer quelques dignitaires au poste de gouverneur. Ils profitaient de leurs nouvelles attributions pour détourner l’aide, essentiellement en provenance des États-Unis, normalement destinée à leur juridiction, mais où la plupart ne mettront jamais les pieds. Ils revendaient aux rebelles les armes et munitions destinées à leurs unités où les recrues d’une douzaine d’années proliféraient. Cette déchéance ne pouvait que faciliter la tâche du mouvement communiste pour enrôler de nouveaux sympathisants en les convainquant que l’avenir du Cambodge résidait plus dans sa forêt que dans une ancienne société qui chaque jour démontrait un peu plus qu’elle était à bout de souffle.
John Gunther Dean (en), le nouvel ambassadeur était plus à l’écoute des priorités de l’administration Nixon que ne l’était Emory Coblentz Swank. Il espérait pouvoir améliorer l’efficacité de l’armée républicaine afin d’obliger les rebelles à négocier. Dans cette optique, Norodom Sihanouk, que les stratèges avaient jusque-là feint d’ignorer, apparaissait comme l’un des rares interlocuteurs potentiels. Les tentatives de Dean se heurtaient par contre à l’entêtement du PCK, l’absence d’autonomie de Sihanouk, l’atonie de Lon Nol ainsi que la peur des dirigeants républicains que les négociations ne débouchent sur un bain de sang ou sur la fin de leurs derniers privilèges.
Au même moment, les obus et les mortiers continuaient de pleuvoir sur Phnom Penh, semant la mort au hasard au sein d’une population impuissante. En ce début de 1974, la guerre perdait le peu de sens qu’elle pouvait encore avoir chez certains Cambodgiens. L’ambassade américaine notait que le sentiment qui prédominait parmi les plus démunis semblait être une résignation lasse. C’est dans ce contexte que Son Sann proposait, afin de débuter ces négociations, d’envoyer Lon Nol à l’étranger, au besoin « pour raison médicale ». L’initiative était soutenue par les étudiants de l’université. Le maréchal exclut toute idée de partir mais ne prit aucune mesure contre Son Sann. Peu après, ce dernier eut un entretien avec l’ambassadeur Dean afin d’obtenir l’aide des États-Unis pour arrêter le massacre. À son grand regret, on lui demanda à lui et à ses partisans d’attendre quelques mois.
Toujours en ce début de 1974, les forces communistes voulaient lancer leur offensive finale sur Phnom Penh. Le plan prévoyait un blocus de la capitale destiné à la priver de nourriture et de munitions, d’affaiblir la résistance par des tirs de mortiers puis de déclencher l’assaut final. Pour ce faire, le PCK espérait recruter, au besoin par la force, des troupes fraîches. En mars, quand ils prirent Oudong, l’ancienne capitale royale, ils déportèrent près de 20 000 personnes à la campagne, exécutèrent les « ennemis de classe » et mirent les autres au travail. En même temps, Lon Nol profitait de l’absence de l’ambassadeur Dean pour démanteler le Conseil que les États-Unis lui avait imposé en 1973. Il pouvait ainsi exaucer un de ses vœux le plus cher, à savoir procéder à la mise à l’écart d’In Tam.
Alors que les forces gouvernementales préparaient une offensive pour reprendre Oudong, la déception et le découragement se faisait de jour en jour plus intense au sein de l’aile gauche des milieux intellectuels de Phnom Penh. Pour beaucoup d’étudiants et leurs professeurs, la vie dans les zones libérées telle que décrite par Ith Sarin semblait paradisiaque, comparé à leur quotidien fait de violences, de corruption, d’interventions étrangères et d’incertitude quant à leur avenir. La révolution qui prétendait défendre la justice, l’autarcie et l’honnêteté ne pouvait qu’attirer ces jeunes personnes qui n’avaient que faire du respect des traditions.
Les choses s’envenimèrent début juin, quand des manifestations anti-gouvernementales dégénérèrent en bataille rangée. Le 5, le ministre de l’éducation Kim Sangkim et son adjoint Thach Chea furent appréhendés par des étudiants et amenés dans un lycée du centre de Phnom Penh. L’école fut assiégée par la police militaire et à 16 heures, les otages furent exécutés, sans qu’on sache précisément l’identité du ou des tueurs. Finalement, une centaine d’étudiants furent blessés dans ces événements et trois succombèrent à leurs blessures par balles.
En juillet, les troupes républicaines reprenaient Oudong. L’offensive du PCK sur Phnom Penh se faisait toujours attendre, mais les obus continuaient de pleuvoir sur la capitale et se poursuivront jusqu’à la fin de la guerre, alors que les forces de Lon Nol renforçaient leurs défenses. L’approvisionnement se faisait par un pont aérien renforcé par des convois fluviaux sur le Mékong. L’ambassadeur Dean, de son côté, poussait toujours le gouvernement à mettre en œuvre des réformes et à continuer la guerre, alors que les malversations des fonctionnaires se poursuivaient, mais les réponses aux demandes de changement se faisaient évasives. En ville, le manque de nourriture et d’argent commençait à se faire sentir. À Kampong Seila, à 120 kilomètres au sud-ouest de Phnom Penh, une garnison assiégée depuis neuf mois était contrainte de manger ses morts. Tous les jours, trois cents Cambodgiens étaient tués ou blessés. Lon Nol, sous la pression des Américains, offrait d’ouvrir des négociations à ses adversaires, mais la demande fut rejetée par Sihanouk qui réclamait une capitulation sans condition. En novembre, la république réchappait de peu à un vote aux Nations unies visant à lui retirer son siège. Sentant la victoire à portée de main, le FUNK n’avait aucune envie de parlementer, contrairement aux États-Unis et aux républicains qui eux voulaient éviter une défaite humiliante ; mais le temps ne jouait pas en faveur de ces derniers, surtout après qu’en août, Richard Nixon ait été obligé de démissionner de ses fonctions.

### 1975: clap de fin
Au nouvel an 1975, les troupes khmères rouges lançaient l’offensive sur Phnom Penh. Alors que les tirs d’artillerie sur la capitale duraient depuis bientôt un an, l’aéroport de Pochentong et la voie d’approvisionnement que constituait le Mékong étaient les principaux objectifs à neutraliser. Quelques mois plus tôt, le GRUNK avait signé un accord commercial avec la Chine. Pékin prêtait l’argent nécessaire à l’achat de mines remboursable sur le produit des plantations d’hévéas qui devaient être nationalisées après la victoire. Ces mines avaient transité par la piste Hô Chi Minh et avait été placées sur le Mékong au début de 1975, coupant la principale voie d’approvisionnement de Phnom Penh et rendant la capitale totalement dépendante du pont aérien américain, qui seul ne pouvait suffire à acheminer la totalité des ressources nécessaires. La ville avait ainsi besoin d’une demi tonne de riz par jour alors que moins de la moitié purent être livrée en février ou mars, rendant les prix si prohibitifs que la majeure partie de la population n'avait plus accès à cette denrée de base de leur alimentation. Les enfants furent les premières victimes de cette situation et plusieurs milliers d’entre eux périrent dans les derniers jours de la république.
Alors que la défaite paraissait inéluctable et que les pourparlers étaient au point mort, l’ambassadeur américain John Gunther Dean et plusieurs de ces homologues de pays asiatiques tentèrent une nouvelle fois de convaincre Lon Nol que son départ pouvait faciliter les discussions avec les futurs vainqueurs.
L’ambassadeur faisait remarquer qu’un nouveau Cambodge pro communiste était en train de surgir et qu’il fallait favoriser des responsables proches de Pékin comme Sihanouk semblait l’être, plutôt que d’abandonner le pays à des gouvernants pro vietnamiens tels les Hanoï leaning Khmers rouges (« Khmers rouges appuyés par Hanoï »). Lon Nol ne montrait aucun empressement à laisser la place. Le 12 mars, il acceptait la démission de Sosthène Fernandez à la tête de l’armée. Celui-ci quitta aussitôt le pays pour un exil définitif en France. Le cinquième anniversaire de la déposition de Norodom Sihanouk passa inaperçu dans la capitale. À ce moment, les habitants de Phnom Penh étaient plus préoccupés par les pénuries de médicaments, de nourriture et de carburant qui sévissaient. Lon Nol, dont l’état de santé l’obligeait à ne plus se séparer de sa canne, remania son gouvernement. Alors que la fin approchait, il ne prit aucune décision de nature à sauver ce qui pouvait encore l’être, tel le renvoi des cadres les plus notablement corrompus. Le 22 mars, il obtint des passeports pour lui et sa famille, mais il est difficile de savoir s’il se rendait encore compte de la situation. Pendant ce temps, le nouveau président américain Gerald Ford et son congrès se disputaient au sujet de l’aide à apporter au Cambodge. Le plan d’urgence présenté par l’administration était de 122 millions de dollars, officiellement pour des armes, mais personne ne pouvait décrire ce qu’il recouvrait exactement. Les forces khmères rouges s’enthousiasmaient à l’idée de prendre Phnom Penh et mettre en place ce que Dean appelait an uncontrolled solution (« une solution incontrôlée ») qui n’était pas sans inquiéter les États-Unis. Tout à coup, Sihanouk apparaissait à Washington comme un interlocuteur valable, capable de sauvegarder le peu d’intérêts américains qui pouvaient encore l’être.
Le 1er avril, Lon Nol et sa famille quittaient Phnom Penh, officiellement pour une visite informelle en Indonésie puis un traitement médical à Hawaï. Tout le monde avait compris qu’en fait, il s’agissait d’un départ sans retour et pour le rendre moins dur, le gouvernement l’avait élevé au rang de héros de la nation et lui alloua une somme importante. Alors qu’il quittait le Cambodge, la base de Neak Luong, au sud de Phnom Penh, qui résistait depuis plusieurs mois, rendait les armes ; cette prise ouvrait la route de la capitale aux troupes khmères rouges.

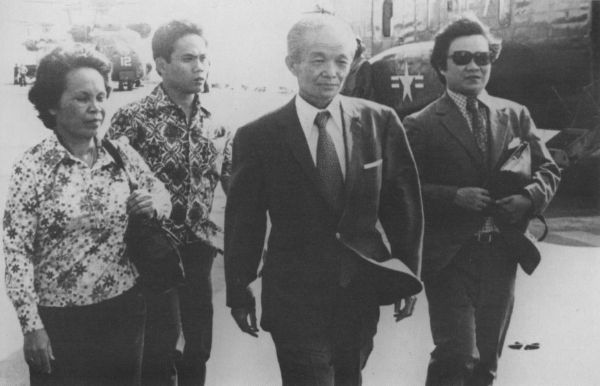
Saukam Khoy, l'éphémère successeur de Lon Nol à la présidence de la République khmère, embarque à bord de lUSS Okinawa après son évacuation de Phnom Penh.

Peu après le départ du maréchal, les bombardements de l’aéroport de Phnom Penh devinrent quotidiens et le pont aérien américain devait encore se réduire. Henry Kissinger reportait de jour en jour le départ de l’ambassadeur Dean, espérant toujours pouvoir imposer au dernier moment une « solution Sihanouk ». Le premier ministre Long Boret, qui avait accompagné Lon Nol en Indonésie rentrait au Cambodge où il ne lui restera qu’une semaine à vivre.
Le 12 avril, Sihanouk ayant fait signifier son refus de négocier à John Herbert Holdridge (en), le chef du bureau de liaison américain à Pékin, Gerald Ford ordonnait l’évacuation par hélicoptères des ressortissants américains et de tout le personnel de l’ambassade (opération Eagle Pull). Saukam Khoy, qui avait remplacé Lon Nol à la présidence de la république, monta lui aussi dans un des appareils et quitta le pays.
Les autres membres du gouvernement restèrent. Sisowath Sirik Matak refusa également de partir et fit une réponse écrite à l’ambassadeur Dean, dans laquelle il reprochait aux États-Unis de les abandonner. Peu après, le gouvernement est dissous et remplacé par un « comité suprême » de sept membres, comprenant outre Long Boret, le vice-premier ministre Op Kim Ang et Hang Thun Hak, les chefs d’état-major des différentes armes.
Dans la nuit du 15 avril, Long Boret discuta des diverses options qui s’offraient à lui avec le reporter Jean-Jacques Cazeau de l’agence France-Presse. L’idée fut de déclarer Phnom Penh ville ouverte, mais Boret craignait que ses généraux s’opposassent à une capitulation sans condition. Peu après, certains d’entre eux approuvèrent néanmoins la proposition avant de s’enfuir en hélicoptère. D’autres Cambodgiens aisés étaient déjà partis pour de fausses missions ou des traitements médicaux. Dans le même temps, alors que les rebelles approchaient de Phnom Penh, deux millions d’autres habitants attendaient avec incertitude le sort qu’on allait leur réserver.
Les Khmers rouges prirent la capitale le 17 avril ; en quelques jours, ils exécutèrent de nombreux représentants de l'ancien régime et la République khmère prit fin.
Le dernier domaine détenu par la République était le temple de Preah Vihear dans les monts Dângrêk, que les forces FANK occupaient encore à la fin du mois d'avril 1975. Ce temple fut finalement pris par les Khmers rouges le 22 mai 1975.

## Aspect économique
La guerre ne pouvait qu'aggraver la situation d’une économie cambodgienne qui, à la fin des années 1960, présentait déjà des signes d’essoufflement. Le premier secteur touché sera celui de l’approvisionnement qui outre l’insécurité des lignes de communication devait également souffrir de la réquisition de la plupart des moyens de transport par l’armée. À cela, il convient d’ajouter que la menace que faisaient peser les combats sur les campagnes d’un pays essentiellement agricole, firent refluer bon nombre de paysans vers les villes, diminuant d’autant la capacité de production.
Le principal produit touché fut le riz, première source d’exportation et qui, avec le poisson, constitue l’aliment de base du Cambodgien. En 1972, pour la première fois de son histoire récente, le pays dut en importer. Le caoutchouc, seconde ressource du pays, n’était pas mieux loti et souffrait tout particulièrement des combats qui se dérouleront pendant l’ensemble de la guerre dans les zones de plantations des hévéas ; la production connut ainsi une chute vertigineuse et était dès la fin de 1970, devenue insignifiante. Les dirigeants, de leur côté, poursuivaient la libéralisation de l’économie initiée depuis août 1969 par le « gouvernement de sauvetage » qui comprenait déjà la plupart des personnes aux commandes de ce nouveau régime. Afin de favoriser les investissements privés en provenance de l’étranger, cette politique privatisait progressivement les différents secteurs dont la nationalisation avait été un pilier de l’économie sihanoukienne, telles les banques ou l’industrie. C’est aussi dans cette optique que le domaine d’intervention de la SONEXIM – SOciété Nationale d’EXportation et d’Importation, créée en 1964 pour contrôler le commerce extérieur cambodgien – fut réduit comme une peau de chagrin. Le 29 octobre 1971, afin de museler l’inflation et de combattre le marché noir et la spéculation financière, le gouvernement devait mettre en place une série de mesures allant d’un accroissement des taxes d’importation des produits qui n’était pas considérés comme de première nécessité, de celles sur les baux commerciaux et sur les intérêts des comptes bancaires. Ces réformes permettaient en échange de bénéficier de l’aide d’instances internationales comme la banque mondiale, le fonds monétaire international ou la banque asiatique de développement. En novembre de la même année, il fallut promulguer de nouvelles lois afin d’améliorer la situation alimentaire. Les exportations de plusieurs biens tels le riz, le maïs ou le bétail furent suspendues pour pouvoir constituer des stocks d’urgence à Phnom Penh et dans les principales capitales provinciales en situation de pénurie. Malgré toutes ces promulgations et à cause de l’intensification de la guerre, le pays devenait chaque jour plus dépendant de l’aide américaine jusqu’à, en 1975, en devenir totalement tributaire.
Le montant total de cette aide américaine pour la période concernée, comprenant les assistances militaires, alimentaires et autres, les dons et les prêts est estimé à 90 milliards de dollars.
|               | Riz (100 kg)  | Porc (1 kg) | Poisson (1 kg) | Solde militaire 2e classe |
| 1970          | 1 300         |             |                | 1 700                     |
| Mars 1972     | 1 850-2 300   | 150-230     |                |                           |
| Décembre 1972 | 3 000         | 150-300     |                | 4 000                     |
| Mai 1973      | 7 000         | 300         | 250            |                           |
| 8 mai 1974    |               | 2 300       | 1 000          |                           |
| 20 mars 1975  | 39 000-39 500 | 2 800-3 000 | 750-1 200      |                           |